# Niels Bonde
Niels Bonde (født 1948) er en dansk dendrokronolog, ansat som seniorforsker ved Nationalmuseet. Han er magister i historie og europæisk etnologi fra Københavns Universitet. Han har siden 1976 arbejdet med dendrokronologi ved Nationalmuseet. Bonde har stået for årringsdateringer af centrale vikingetidsfund i Danmark som Trelleborg, Skuldelev-skibene fra Roskilde fjord, samt de norske skibsgrave fra Oseberg, Gokstad, Tune, Storhaug og Grønhaug.

## Eksterne links
- Nationalmuseets Naturvidenskabelige Undersøgelser Arkiveret 28. februar 2014 hos  Wayback Machine
- Presentasjon af Niels Bonde på natmus.dk Arkiveret 6. november 2012 hos  Wayback Machine
- Rapporter fra det dendrokronologiske projekt "Med ryggen mot fjellet" Arkiveret 25. juni 2012 hos  Wayback Machine
- Hellig Olavs langskip, nrk.no